# Девягорск
Девягорск или Дивягорск — древнерусский город-крепость в земле вятичей в составе Черниговского княжества. Локализован на левом берегу Оки близ города Чекалина Суворовского района Тульской области.

## История
Судя по археологическим данным, Девягорск был основан в конце XI века. Разрушен во время междоусобной войны в 1147 году. Население Девягорска на момент его гибели составляло по оценкам археологов 300—600 человек. Город был несколько раз упомянут в летописях, а также фигурирует в «Списке русских городов дальних и ближних». Близ места древнего города вплоть до XIX века существовала деревня Девягорская.

## Археологические исследования
Место древнего поселения у крутого обрыва было обнаружено в 1897—1898 годах членами Калужской губернской учёной архивной комиссии. На нём прослеживались культурные остатки позднеримского времени (III век), эпохи великого переселения народов (IV—V веков), раннеславянских поселений (IX—X веков) и древнерусского времени (XI—XIII веков). В последующий период урочище было известно под названием Дуна. В 2011 году здесь провела раскопки Тульская археологическая экспедиция под руководством Алексея Воронцова. Были найдены сгоревшие в середине XII века стены древней крепости, которая была отождествлена с летописным Девягорском. По соседству были обнаружены следы посада и кладбища. Большая часть городища была размыта Окой, русло которой в течение веков сдвинулось. Сохранилась лишь северо-западная часть городища размером 60 на 10 м, которое было защищено с напольной стороны стеной и рвом. На месте посада, занимавшего площадь около 2 га, сегодня фермерское поле.
Среди предметов — рукоять ножа, часть веретена и другие. Во рву было обнаружено погребение семи человек, которые предположительно погибли во время штурма города. Это пятеро мужчин, молодая женщина и ребёнок приблизительно четырёх лет. Все они похоронены по христианскому обряду.